# مجموعة طوابع سيريز
سلسلة طوابع سيريز أو مجموعة طوابع سيريز، هي مجموعة من طوابع البريد البرتغالية، وهي سلسلة نهائية تصور الإلهة الرومانية سيريز التي صدرت بين عامي 1912 و1945 في البرتغال ومستعمراتها.

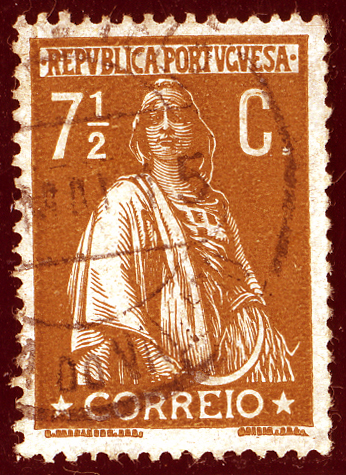
طابع سيريز 1912 من البرتغال.

## التاريخ والوصف
ينقسم تاريخ الطوابع البريدية في البرتغال تقليديا إلى فترات تتوافق مع الأنظمة البريدية للبرتغال تحت الحكم الملكي (حتى عام 1910)، وفترة الحكومة الجمهورية (من عام 1910). حيث بدأ إصدار الطوابع الخاصة بالبرتغال في في عام 1853. إن البرتغال عضو في الاتحاد البريدي العالمي (UPU؛ منذ عام 1875). تعود بداية التاريخ البريدي في البرتغال إلى القرن السادس عشر، عندما بدأ إنشاء مكاتب البريد، والتي وفرت الطوابع وطبعتها حتى نهاية القرن الثامن عشر كمؤسسة فردية. في نهاية القرن التاسع عشر، كانت الخدمة البريدية في البلاد مسؤولة بالفعل عن المديرية العامة للبريد والتلغراف، والتي كانت جزءا من وزارة الأشغال العامة وتعمل من خلال مكتبين محليين، في في منطقة لشبونة وأوبورتو.
في 9 أكتوبر 1874، وقعت البرتغال على الاتفاقية البريدية العالمية، ثم أصبحت عضوا في الاتحاد البريدي العالمي في 1 يوليو 1875. وفي مؤتمر لشبونة البريدي العالمي لعام 1885، وقعت البرتغال اتفاقية بين الولايات التي تم فيها تنفيذ عملية الطلب البريدي لتوسيع هذه العملية لتشمل علاقاتهما المتبادلة. وفي مؤتمر الاتحاد البريدي العالمي لعام 1891 في فيينا، انضمت البرتغال إلى اتفاقية أخرى بين الدول تعهدت بموجبها الحكومات بالمثل بتسليم الدوريات المنشورة داخل أراضيها بنفس أسعار المشتركين المحليين، مع السماح فقط بتكاليف العبور المحتملة. وفي بلد المنشأ، يمكن تقديم عمولات وبدلات مماثلة، ولكن لا يتعين عليها أن تتجاوز الحدود المحددة للمشتركين المحليين في ذلك البلد.
وفقا للبيانات المتعلقة بعدد ونشاط المؤسسات البريدية، في البرتغال في عام 1894 كان هناك:
4008 مؤسسة بريدية، والتي بلغت في المتوسط مؤسسة بريدية واحدة لكل 23 كيلومترا مربعا ولكل 1135 من سكان هذا البلد؛ 66,991,000 قرطاسية بريدية، بما في ذلك:
27,006 ألف رسالة، و5323 ألف رسالة مفتوحة، و24,091 ألف عمل مطبوع، و222 ألف طلب بريدي و172 ألف طرد.
في المتوسط، كان هناك 11.5 قطعة بريد لكل ساكن في البلاد. بلغت زيادة دخل إدارة البريد على النفقات. ووفقا للمكتب الدولي للاتحاد البريدي العالمي لعام 1903، كانت كثافة الشبكة البريدية في البرتغال مكتب بريدي واحد لكل 28.5 كيلومتر مربع. ومنذ عام 1990، أصبحت البرتغال عضوا في الاتحاد البريدي للأمريكتين وإسبانيا والبرتغال (UPAEP).
طبعت الطوابع البريدية الأولى لعام 1853 وعليها رسم رأس الملك، أبيض وبلا تعبير، منقوش على خلفية ملونة. كانت الطوابع الأكثر قيمة في هذه الفترة هي المنمنمات المرقمة 8 و9 في فهرس ستانلي غيبونز من إصدار عام 1853: بلون أرجواني بقيمة اسمية تبلغ 100 ريس.
كانت السمة المميزة لأقدم الطوابع البرتغالية هي عدم وجود اسم الدولة عليها، ولم يبدأ الإشارة إلى اسم البلد على طوابع البريد حتى عام 1866.
تم إصدار الطوابع التذكارية الأولى في عام 1894، وتم تخصيصها للذكرى السنوية ال 500 لميلاد هنري الملاح. كانت رحلة فاسكو دا غاما إلى الهند في 1497-1498 موضوع نسخة طابع عام 1898. كانت الطوابع التي تحمل صورة فاسكو دا غاما متداولة أيضا في الممتلكات الاستعمارية الأفريقية للبرتغال، لذلك كتبت "إفريقيا" بدلا من نص "البرتغال". كانت القضية العامة الوحيدة للمستعمرات.
في عام 1897، ظهرت سلسلة من 10 طوابع تحمل اسم باتكين، وهي مستعمرة غير محلية في البرتغال، في لشبونة. لكن من طبع هذه الطوابع الرائعة غير معروف. من المفترض أن المستعمرة كانت تقع في منطقة هضبة باتيك الأفريقية.

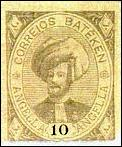
طابع باتكين طبع عام 1897

كانت طوابع سيريز هي أول طوابع تصدر بعد إعلان الجمهورية البرتغالية، لتحل محل الطوابع التي تحمل صورة الملك مانويل الثاني التي طُبعت عليها كلمة "ريبوبليكا" سنة 1910-1911. كان أول إصدار جمهوري أصلي هو طوابع عام 1912 من نوع "Reaper" المعروف (الذي يصور الإلهة سيريس كحصاد) والتي رسمها الرسام كونستانتينو دي سوبرال فرنانديز ونقشها خوسيه سيرجيو دي كارفالهو إي سيلفا، ويمثل التصميم الإلهة سيريز واقفة ومتطلعة إلى الأمام ممسكةً بخطاف في يد وحزمة من الحبوب في اليد الأخرى. والنقوش المكتوبة هي "REPUBLICA PORTUGUESA" و"CORREIO" (للجمهورية والبريد البرتغاليين). وقد طُبعت بطباعة دار سك العملة البرتغالية "كاسا دا مويدا".
ظهرت أول صورة للطائرات على طوابع البريد في البلاد في عام 1923 بعد رحلة غاجو كوتينيو وساكدورا كابرال من البرتغال إلى البرازيل في عام 1922. وفي عام 1924، احتفلت بالعدد الأدبي الأول في الذكرى السنوية ال 400 لميلاد الشاعر الملحمي لويس دي كامويس (1524-1580). تم إصدار أول مجموعة بريدية في البلاد في عام 1940.
تم إصدار نوع شائع من الطوابع لأول مرة في عام 1943 وفارس العصور الوسطى في عام 1953.
صدرت السلسلة بين 16 فبراير 1912 و1931. وخلال فترة إصدارها، مرت بعدة تغييرات:
- 1928-1929 - طبع فوقي بفئات جديدة
- 1929 - طبعة فوقية "إعادة طبع "ريفاليدادو"
- 1930 - إعادة نقش بواسطة أرنولدو فراجوسو

طُبعت سلسلة سيريز عام 1926 بالطباعة الحجرية ونقشها يوفيينيو كارلو ألبرتو ميروندي وطبعتها شركة دي لا رو البريطانية. لم تُطبع أسماء المؤلفين على هذه السلسلة.
أُعلن أن طوابع سيريز قد عفا عليها الزمن في يوم 30 سبتمبر 1945، بعد أن حلت محلها سلسلة طوابع كارافيل التعريفية في عام 1943. ثم زاد إصدار الطوابع البرتغالية بشكل ملحوظ منذ عقد الستينيات من القرن العشرين.

## في المستعمرات
أُصدرت طوابع سيريز في المستعمرات البرتغالية أيضًا، بتصميم لوحة رئيسية مطبوع عليها فئات واسم المستعمرة باللون الأسود.
ومع ذلك، كانت طوابع سيريز المستخدمة في جزر الأزور هي الطوابع البرتغالية المطبوع عليها اسم الأرخبيل. في عام 1928، حصلت ماديرا على طوابع بريد مطبوعة بالحفر الغائر بفئات مطبوعة؛ وقد صممها بيركنز بيكون في لندن.

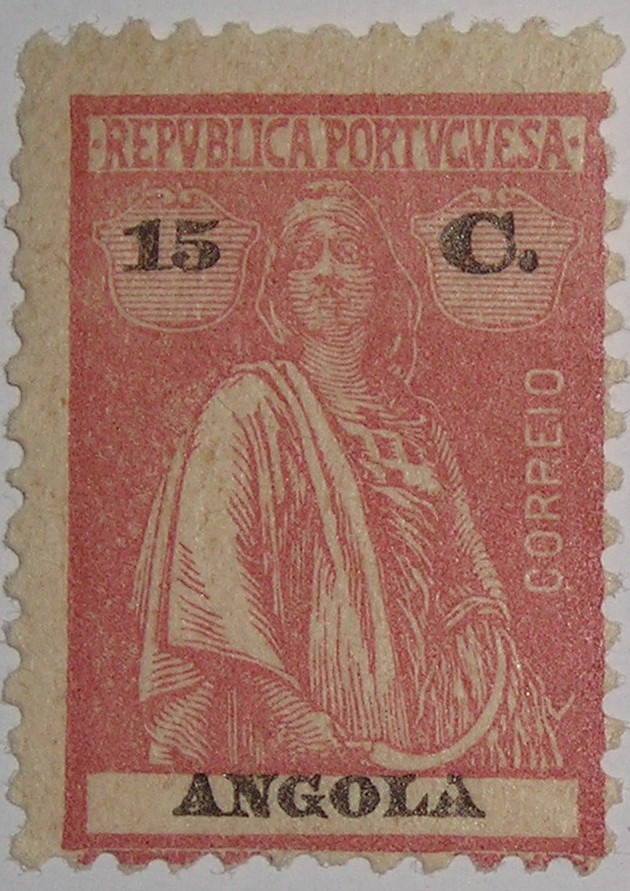
أنغولا
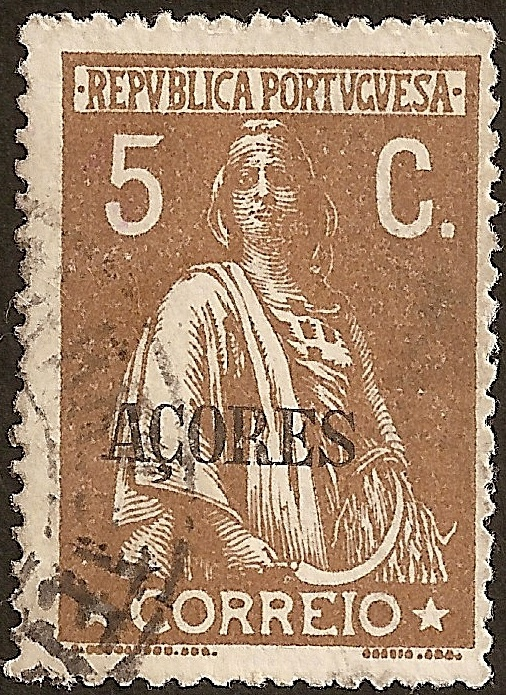
الأزور
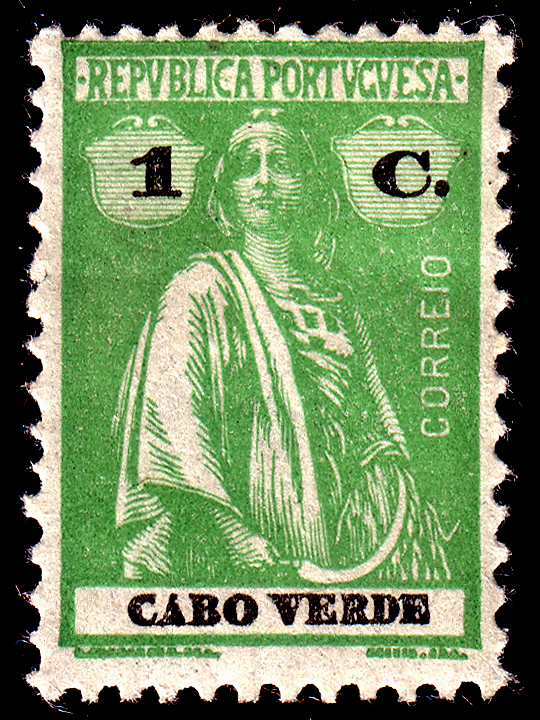
الرأس الأخضر
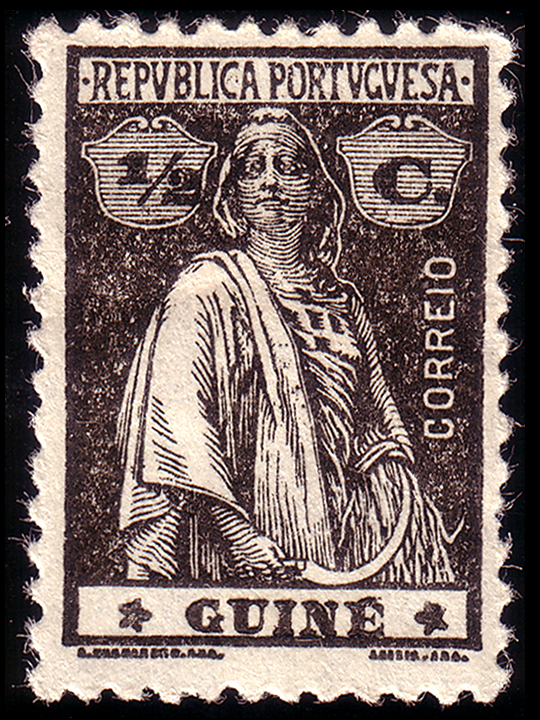
غينيا البرتغالية
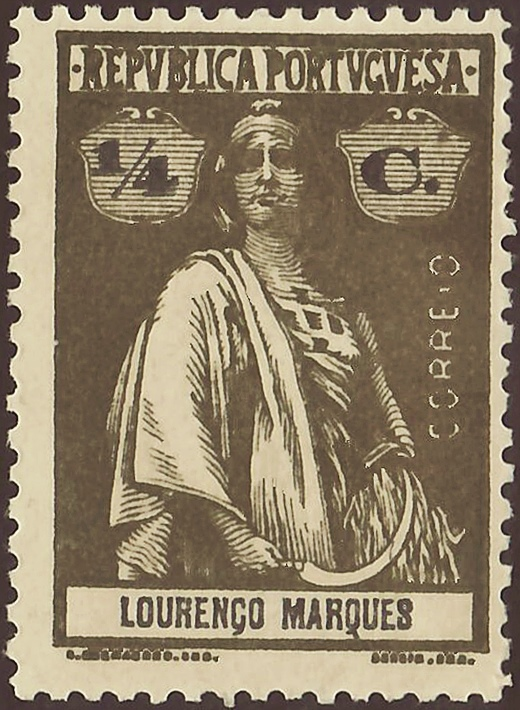
لورنسو ماركيس
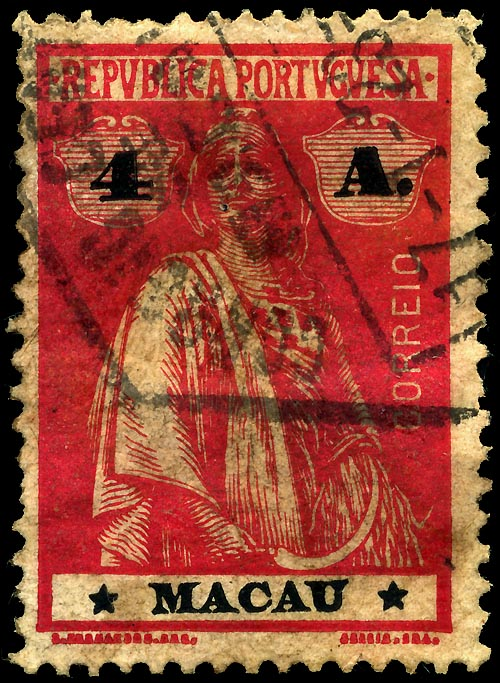
ماكاو
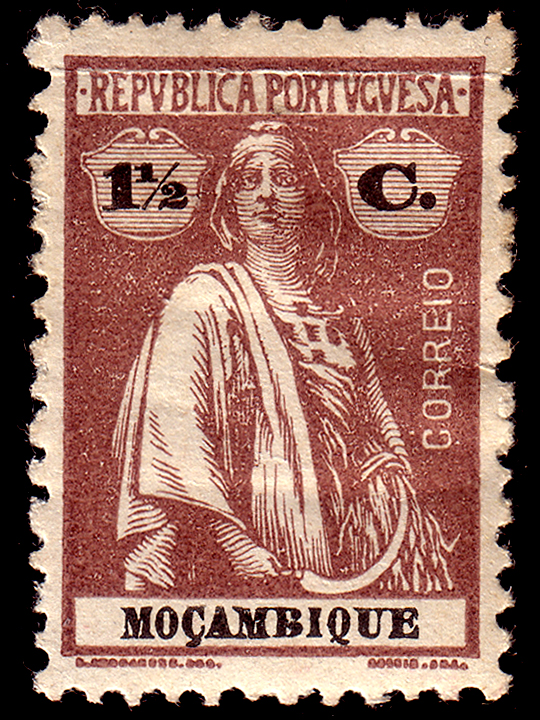
الموزمبيق
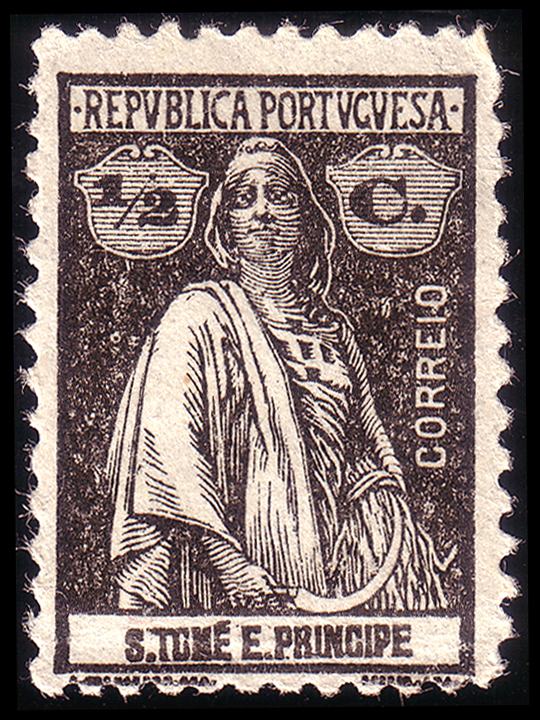
ساو تومي وبرينسيب
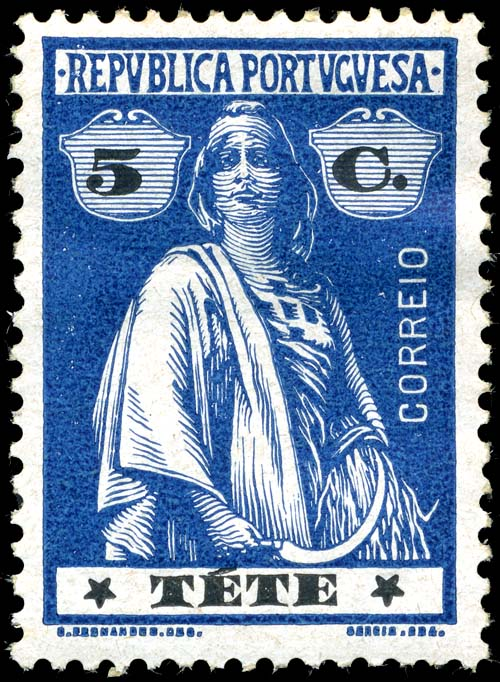
تيتي
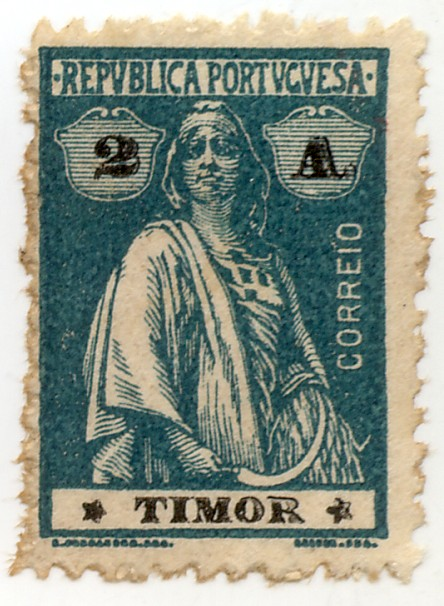
تيمور البرتغالية